# Arctium
Arctium és un gènere de plantes amb flors (angiospermes) de la família de les asteràcies.
Algunes de les espècies s'han estès arreu del món. Hi ha espècies d'aquest gènere arreu d'Europa, la major part d'Àsia, Algèria i el Marroc.
Les flors de les espècies d'aquest gènere són molt paregudes a les flors del card.
Algunes espècies que abans pertanyien al gènere Arctium han passat ara al gènere Cousinia.
Les rels són comestibles.
Al Japó la A. lappa es coneix com a gobō (牛蒡 or ごぼう) i a Corea les rels es coneixen com a "u-eong" (우엉) i es venen al mercat com "tong u-eong" (통우엉).
Les llavors d' A. lappa es fan servir a la medicina tradicional xinesa, on es coneixen com a niupangzi (xinès).

## Taxonomia
Les espècies reconegudes dins d'aquest gènere són:
- Arctium abolinii (Kult. ex Tscherneva) S.López, Romasch., Susanna & N.Garcia
- Arctium alberti (Regel & Schmalh.) S.López, Romasch., Susanna & N.Garcia
- Arctium × ambiguum (Celak.) Nyman
- Arctium amplissimum Kuntze
- Arctium anomalum (Franch.) Kuntze
- Arctium arctiodes Kuntze
- Arctium atlanticum (Pomel) H.Lindb.
- Arctium aureum Kuntze
- Arctium chloranthum (Kult.) S.López, Romasch., Susanna & N.Garcia
- Arctium dolichophyllum (Kult.) S.López, Romasch., Susanna & N.Garcia
- Arctium × dualis (Juz.) Duist.
- Arctium echinopifolium (Bornm.) S.López, Romasch., Susanna & N.Garcia
- Arctium egregium (Juz.) S.López, Romasch., Susanna & N.Garcia
- Arctium elatum (Boiss. & Buhse) Kuntze
- Arctium evidens (Tscherneva) S.López, Romasch., Susanna & N.Garcia
- Arctium fedtschenkoanum (Bornm.) S.López, Romasch., Susanna & N.Garcia
- Arctium grandifolium (Kult.) S.López, Romasch., Susanna & N.Garcia
- Arctium haesitabundum (Juz.) S.López, Romasch., Susanna & N.Garcia
- Arctium horrescens (Juz.) S.López, Romasch., Susanna & N.Garcia
- Arctium karatavicum (Regel & Schmalh.) Kuntze
- Arctium korolkowii Kuntze
- Arctium korshinskyi (C.Winkl.) S.López, Romasch., Susanna & N.Garcia
- Arctium lappa L.
- Arctium lappaceum (Schrenk) Kuntze
- Arctium × leiobardanum Juz. & C.Serg. ex Stepanov
- Arctium leiospermum Juz. & Ye.V.Serg.
- Arctium × maassii Rouy
- Arctium macilentum (C.Winkl.) S.López, Romasch., Susanna & N.Garcia
- Arctium medians (Juz.) S.López, Romasch., Susanna & N.Garcia
- Arctium minus (Hill) Bernh.
- Arctium × mixtum (Simonk.) Nyman
- Arctium nemorosum Lej.
- Arctium nidulans (Regel) Sennikov
- Arctium × nothum (Ruhmer) J.Weiss
- Arctium palladinii (Marcow.) R.E.Fr. & Soderb.
- Arctium pallidivirens (Kult.) S.López, Romasch., Susanna & N.Garcia
- Arctium pentacanthoides (Juz. ex Tscherneva) S.López, Romasch., Susanna & N.Garcia
- Arctium pentacanthum (Regel & Schmalh.) Kuntze
- Arctium pseudarctium (Bornm.) Duist.
- Arctium pterolepidum (Kult.) S.López, Romasch., Susanna & N.Garcia
- Arctium radula Juz. & Ye.V.Serg.
- Arctium refractum (Bornm.) S.López, Romasch., Susanna & N.Garcia
- Arctium sardaimionense Rassulova & B.A.Sharipova
- Arctium schmalhausenii Kuntze
- Arctium tomentellum (C.Winkl.) Kuntze
- Arctium tomentosum Mill.
- Arctium triflorum Kuntze
- Arctium ugamense (Karmysch.) S.López, Romasch., Susanna & N.Garcia
- Arctium umbrosum (Bunge) Kuntze
- Arctium vavilovii (Kult.) S.López, Romasch., Susanna & N.Garcia
- Arctium × zalewskii (Dybowski.) Arènes